# Орден Республіки Тринідад і Тобаго
Орден Республіки Тринідад і Тобаго (англ. Order of the Republic of Trinidad and Tobago) — найвища нагорода Тринідаду і Тобаго. Орден заснований у 2008 році, він замінив Троїстий хрест (англ. Trinity Cross) як нагороду за видатне служіння країні. 

## Зовнішні посилання
- ORDER OF THE REPUBLIC OF TRINIDAD AND TOBAGO
- Office of the President » National Awards Ceremony » Events And Ceremonies » About The Awards
- 2011 Trinidad & Tobago National Awardees